# Condado de San Antonio de Vista Alegre
El condado de San Antonio de Vista Alegre es un título nobiliario español creado por el rey Carlos III, con el vizcondado previo de Quirós, en favor de Pedro Pascual Vázquez de Velasco y Quirós, gobernador de Potosí, mediante real decreto del 21 de noviembre de 1771 y despacho expedido el 30 de octubre de 1773.
Este título fue rehabilitado en 1917 por el rey Alfonso XIII y recayó en Humberto de Mariátegui y Pérez de Barradas, hijo de Manuel Mariátegui y Vinyals, conde de San Bernardo, y su esposa María del Rosario Pérez de Barradas y Fernández de Córdoba, duquesa de Monteleón de Castilblanco.

## Condes de San Antpnio de Vista Alegre
|                                 | Titular                                       | Periodo                 |
| Creación por Carlos III         | Creación por Carlos III                       | Creación por Carlos III |
| ------------------------------- | --------------------------------------------- | ----------------------- |
| I                               | Pedro Pascual Vázquez de Velasco y Quirós     | 1773-¿?                 |
| Rehabilitación por Alfonso XIII |                                               |                         |
| II                              | Humberto de Mariátegui y Pérez de Barradas    | 1917-1937               |
| III                             | María del Pilar Mariátegui y Gómez de la Lama | 1943-1961               |
| IV                              | Alfonso castillo y Mariátegui                 | 1965-1996               |
| V                               | Alfonso Castillo Lapetra                      | 1997-hoy                |

## Historia de los Condes de San Antonio de Vista Alegre
- Pedro Pascual Vázquez de Velasco y Quirós, I conde de San Antonio de Vista Alegre, caballero de la Orden de Alcántara, gobernador de Potosí.[1]

El 21 de agosto de 1917, por rehabilitación, sucedió:
- Humberto de Mariátegui y Pérez de Barradas (n. San Sebastián, 26 de septiembre de 1882), II conde de San Antonio de Vista Alegre.[1][3]

Casó con Jacoba Gómez de la Lama y Álvarez Capra (1892-1950). El 6 de abril de 1956 le sucedió su hija:
- María del Pilar Mariátegui y Gómez de la Lama (m. Madrid, 5 de agosto de 1961), III condesa de San Antonio de Vista Alegre.[1][3]

Casó el 8 de julio de 1945, en la iglesia de San José de Madrid, con Alfonso Castillo y Caballero. El 22 de marzo de 1965, previa orden del 23 de noviembre de 1964 para que se expida la correspondiente carta de sucesión (BOE del 1 de diciembre), le sucedió su hijo:
- Alfonso Castillo y Mariátegui (b. 14 de marzo de 1951-10 de octubre de 1996), IV conde de San Antonio de Vista Alegre.[3]

Casó en primeras nupcias con Isabel Lapetra y Churruca y en segundas con Ángela Urmuneta y Ochoa. El 15 de septiembre de 1997, previa orden del 4 de julio del mismo año para que se expida la correspondiente carta de sucesión (BOE del 8 de agosto), le sucedió su hijo:
- Alfonso Castillo Lapetra (n. 9 de noviembre de 1979), V conde de San Antonio de Vista Alegre.[3]